# Masoom
Masoom (Hindi: मासूम, in italiano: L'innocente) è un film di Bollywood del 1983, diretto da Shekhar Kapur. Il film aveva protagonisti Naseeruddin Shah, Shabana Azmi, Tanuja, Supriya Pathak e Saeed Jaffrey, oltre agli attori bambini Jugal Hansraj, Aradhana e Urmila Matondkar. La sceneggiatura ed i dialoghi sono stati scritti da Gulzar mentre la colonna sonora da R.D. Burman. La trama del film è ispirata a Un uomo, una donna e un bambino scritto da Erich Segal.
Il regista, Shekhar Kapoor, era qui al suo debutto: in seguito diresse numerosi film di successo come Bandit Queen ed Elizabeth.